# Prochloridea modesta
Prochloridea modesta là một loài bướm đêm trong họ Noctuidae.